# 현인아
현인아(1974년 4월 11일 ~ )는 대한민국의 기자 이자 前 기상 캐스터이다. 1997년 MBC 기상 캐스터로 입사해 1998년부터 뉴스데스크 날씨와 생활 등의 날씨 정보를 전한 바 있다. 2005년부터는 MBC 보도국 과학기상팀 선임 캐스터로 역할을 했다. 역대 여성캐스터로서는 최장수 캐스터(21년차)이며 2018년 지상파 최초로 여성 기상팀장이 되었다. 이후 기후환경팀 기후 전문 기자로 전향하였다.

## 학력
- 이화여자대학교 신문방송학과

## 진행 프로그램
- MBC 굿모닝 코리아 (일기예보 진행)
- MBC 날씨와 생활
- MBC 뉴스데스크 (일기예보 진행)
- 국군방송(현재의 국방FM) 세계음악기행
- 국군방송 현인아의 뮤직닷컴

## 기타

### 방송 프로그램 출연
- MBC 21세기 위원회
- MBC 생방송 음악캠프 (가요 순위 소개 담당)
- MBC 시트콤 논스톱
- MBC 생방송 임성훈 이영자입니다
- MBC 섹션TV 연예통신
- MBC 생방송 화제집중
- MBC 일요일 일요일 밤에 브레인 서바이버

### 광고 출연
- 2003년 한독 미야리산 에프지

### 저서
- 2008년 《내일은 맑음》 (마음의숲, 공동 저자: 이익선·한연수·박신영·조경아·한희경·홍서연·박은지·최윤정)